# Orthodoxes vieux-croyants
 (Décembre 2017).
Les orthodoxes vieux-croyants (en russe : старообрядчество,starovères) ou vieux-ritualistes, 
refusent, en 1666-1667, les réformes introduites dans les rites par le patriarche de Moscou, Nikon, pour rapprocher, voire unifier, l'Église orthodoxe russe et celle de Constantinople. 
Loin d'atteindre leur objectif, ses réformes ont finalement causé le Raskol  (« schisme » ) dans l'Église russe.

## Réformes de Nikon
En 1653, Nikon, qui a constaté que les rites et livres liturgiques russes dévient de la tradition gréco-byzantine, veut réformer le rituel pour le rapprocher de l'usage byzantin. Ces réformes soulèvent la réprobation des traditionalistes de l'Église russe, menés par l'archiprêtre Avvakoum
,,,
qui en contestent l'exactitude et la légitimité.
Avvakoum et ses partisans s'opposent violemment à ces changements, qu'ils  voient comme une corruption de l'Église russe, la « vraie Église du Christ ».
Les liturgies des autres Églises orthodoxes sont plus proches de celle de Constantinople,
or Avvakoum clame que ce sont les pratiques et croyances hérétiques de Constantinople qui expliquent sa chute aux mains des Turcs.
Le tsar Fédor III fait plusieurs fois emprisonner Avvakoum, puis le fait envoyer à Poustoziorsk (en), où lui et ses compagnons seront finalement brûlé.
Le concile de 1666-1667 entérine les réformes et prononce l'anathème contre les opposants en les déclarant schismatiques.

## Raskol
Le schisme est généralement appelé « raskol » ou « Raskol nikonien » (никонианский раскол) [par les vieux-croyants]. Les vieux-croyants vont être persécutés par l'État et l'Église officielle, avec une sévérité variable, jusqu'à la fin de l'Empire russe. Du fait de la répression, des communautés de vieux-croyants s'installent aux confins de l'Empire ou fuient et s'installent en dehors, notamment dans la république des Deux Nations.

## Histoire

### Empire russe

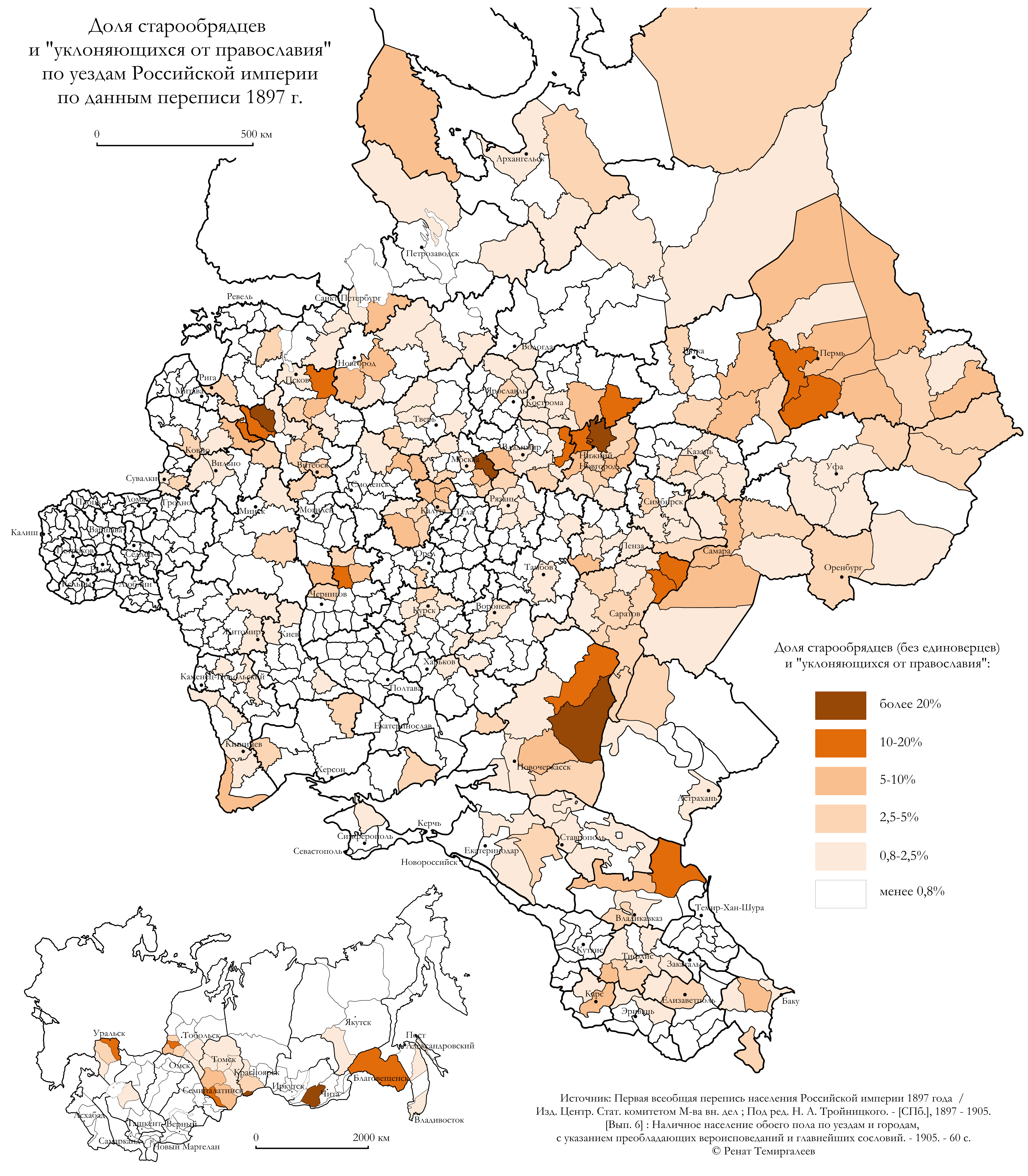
Pourcentage de Vieux-croyants par rapport à la population totale dans l'Empire russe en 1897.

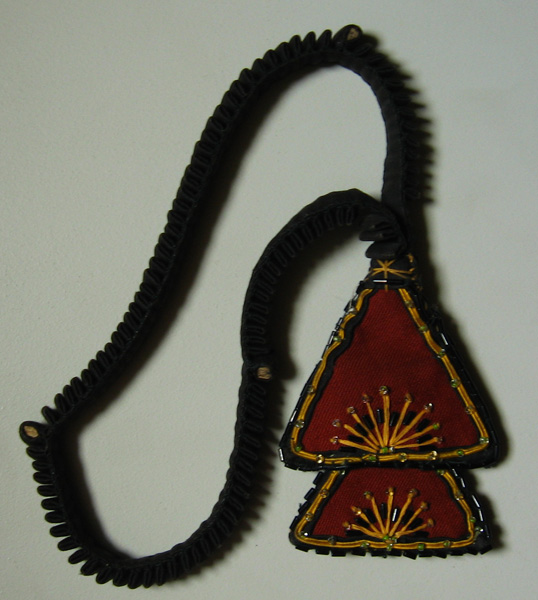
Une lestovka ou vervitsa est une ancienne variante du chapelet, utilisée, depuis le schisme, seulement par les vieux-croyants.

Le tsar et le patriarche, encouragés par quelques patriarches orientaux, jugèrent l’uniformisation de l'Église russe et d'autres Églises orthodoxes nécessaires, et les réformes furent opérées conséquemment. Le clergé dressé contre les réformes fut marginalisé ; beaucoup de prêtres furent bannis. Quelques-uns furent exécutés secrètement, comme l’évêque Paul de Kolomna (en). L'opposition conservatrice rejetait ces réformes, les qualifiant comme hérétiques. Les opposants les plus radicaux prétendaient qu'avec ces innovations l'Église était saisie par l'Antéchrist. Cet avis s'est répandu surtout parmi les soi-disant « vieux-croyants non presbytériens ». Sous la conduite de l'archiprêtre Avvakoum, les adhérents au vieux rite s’opposèrent vivement à la hiérarchie ecclésiastique établie et aux réformes en cours. L'Église d'État fit arrêter les opposants les plus actifs dont certains furent mis à mort, comme l'archiprêtre Avvakoum en 1682.
Après 1685, commença une période de persécutions qui dura jusqu'en 1905 : des dizaines de milliers de vieux-croyants furent exécutés. Les opposants aux réformes étaient issus de toutes les couches du peuple russe : de la noblesse (comme la « boyarine Morozova »), des marchands, des artisans, des paysans et des cosaques. Se sauvant des poursuites à grande échelle, beaucoup de vieux-croyants migrèrent vers l'est libre, dans l’Oural et en Sibérie, où l'influence de l'Église et de l’État était faible ou même absente.
En poursuivant les adhérents au vieux rite, l'Église officielle a eu recours au pouvoir d’État, ce qui a eu pour conséquence principale d'affermir l’opposition dans ses convictions. Les traditionalistes les plus radicaux furent brûlés collectivement ; encore davantage d'opposants aux réformes furent condamnés au bûcher. L'attitude à l'égard des vieux-croyants tantôt s’est adoucie, tantôt s'est durcie.

#### Régence de Sophie Alexeïevna
Sophia Alexeïevna a été régente entre le 8 juin 1682 et le 22 septembre 1689.
Le premier problème auquel Sophie est confrontée est celui des vieux-croyants, d'autant que ceux-ci ont pris part au soulèvement de Stenka Razine (1670-1671) puis à la révolte de Moscou de 1682.
En septembre 1682, elle convoque un concile afin de tenter une réconciliation. Non seulement le concile n'a pas lieu, mais les vieux-croyants profitent de cette tribune pour s'opposer ouvertement à son pouvoir et menacent de renverser les Romanov s'ils n'abandonnent pas leur politique de réforme. Sophie abandonne alors la conciliation. Des centaines de vieux-croyants sont arrêtés et brûlés sur la place Rouge.
Les « douze articles » de la tsarine Sophie sont une loi de l'État de Moscou, promulguée le 7 avril 1685, composée de 12 articles, qui définit divers degrés de punition pour les vieux-croyants (les schismatiques, comme ils sont nommés dans le document) et leurs complices : à partir de la peine de mort (bûcher) (pour ceux qui n'ont pas abandonné leurs croyances) à la torture, l'emprisonnement dans des monastères, les bastonnades, la privation de biens.

#### Règne de Pierre le Grand
En 1716, Pierre Ier annule les « douze articles » de Sophie, et les vieux-croyants se voient offrir la possibilité d'une existence semi-légale. Les persécutions s’adoucissent, mais les vieux-croyants doivent payer un double impôt.

#### Règne de NicolasIer
L'empereur Nicolas Ier reprit les poursuites : la législation discriminatoire envers les vieux-croyants fut renforcée et beaucoup d'églises et de maisons de prière furent fermées. À l’époque de Nicolas Ier, on formait dans les séminaires des missionnaires spécialement destinés à aborder les vieux-croyants pour les persuader de se rallier à l'Église d'État. À partir du milieu du XIXe siècle, ces missionnaires publièrent beaucoup de littérature polémique sur la vieille foi et particulièrement sur les causes du raskol. En ce temps-là, le raskol et les vieux-croyants étaient présentés selon l'optique de l'Église synodale d'État, qui détint le monopole de l'information sur cette question jusqu'en 1905.

« Le Raskol… « ce fut la dissipation irréparable de la précieuse énergie nationale, ce fut un malheur immense dans la vie de l'Église et du peuple, une nouvelle catastrophe intérieure dans les destins de la Russie sacrée. Il a brisé l'âme du peuple et a obscurci la conscience nationale. Les zélateurs de la Russie sacrée l’ont emporté dans le secret et la clandestinité. Mais les classes officielles, ayant perdu l’instinct religieux, ont imperceptiblement succombé aux sortilèges d’une nouvelle culture : la culture laïque occidentale sécularisée. Le schisme religieux a entraîné le schisme de la conscience nationale, la catastrophe a été double et ce fut très compliqué. Deux Russies apparurent : l'une populaire, avec l'image de la Russie sacrée dans l'esprit et le cœur, l’autre gouvernementale, cultivée, le plus souvent pas vraiment nationale. Cette catastrophe double eut pris au dépourvu la Russie sacrée, non préparée, comme la première catastrophe de l'invasion latine. Maintenant il arrive un ennemi ou concurrent beaucoup plus puissant. C'est la sécularisation mondiale de la culture européenne ; le remplacement de la théocratie par l'anthropocratie, l’autorité de Dieu par celle de l'homme ; le christianisme par l'humanisme, le droit divin par les droits de l'homme, l’absolu par le relatif, la fin de l'interdiction des idées fausses et de la volonté de les diffuser. Le but de la Russie sacrée fut le ciel, celui de la nouvelle Russie c’est la terre. Là où le législateur était Dieu par l'Église, maintenant c'est l’homme autonome par le pouvoir de l'État armé de l'instruction scientifique… Pierre le Grand a opposé à la thèse de la Russie sacrée l'antithèse de l'État laïc et de la culture laïque. »

#### Règne de Nicolas II

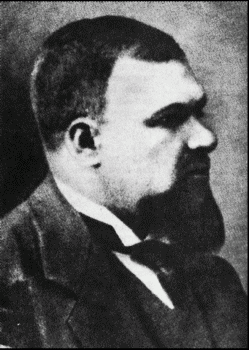
Vladimir Riabouchinski, un industriel vieux-croyant.

En 1905, l'empereur Nicolas II signa une loi qui garantissait certaines libertés aux groupements religieux dans l’Empire russe. Grâce à cette loi, les vieux-croyants obtinrent le droit de faire des processions, sonner les cloches, organiser des communautés religieuses et bâtir des églises. Le tsar interdit de dénommer les vieux-croyants « raskolniki » (schismatiques). On appelle la période de 1905 à 1917 « l’âge d’or de la vieille croyance ». À cette époque-là, l’Église des vieux-croyants presbytériens comptait plus de cinq millions de membres, vingt diocèses et plus de deux mille paroisses. Au cours de ces douze ans, on bâtit plus de mille églises vieilles-croyantes. Quelques nouvelles églises à Moscou reçurent des iconostases très précieuses avec des icônes de Novgorod des XIIIe –  XIVe siècles, offertes par des mécènes industriels vieux-croyants. Une bonne partie du capital industriel en Russie était à l'époque concentrée entre les mains des vieux-croyants, dont des entrepreneurs aussi connus que Chtchoukine, Morozov, Rakhmanov, Mamontov, Riabouchinski et Soldationkov.
Des écoles ont été ouvertes pour les vieux-croyants où des prêtres faisaient le catéchisme aux enfants. Un institut théologique fut créé et les vieux-croyants purent librement publier des livres. Pourtant, nombre de restrictions légales restèrent en vigueur : il était toujours interdit aux vieux-croyants d’occuper des emplois de la fonction publique et les professeurs vieux-croyants ne pouvaient pas travailler dans les écoles d'État. Malgré cela, l'influence des vieux-croyants sur la société russe devint plus importante. Plus de gens se familiarisèrent avec la vieille foi, jusqu’alors pratiquement inconnue. Dans les journaux vieux-croyants, il y avait régulièrement des rubriques dans lesquelles on débattait des problèmes d'actualité dans les domaines théologique, philosophique, culturel et scientifique. Les vieux-croyants tenaient à faire partie de la société russe et à y apporter leur propre contribution. Cet « âge d’or » ne dura que douze ans, jusqu'en 1917.

### République des Deux Nations
De nombreux vieux-croyants vont s'installer dans la république des Deux Nations pour échapper à la répression dans l'Empire russe. Ils vont pouvoir s'y développer.

### Principauté de Moldavie
La Principauté de Moldavie a également été une destination pour de nombreux vieux-croyants.
Au cours du XVIIe siècle, beaucoup de vieux-croyants s'enfuirent à l’étranger pour échapper aux persécutions. La plupart des émigrés s'installèrent dans des terres de la future Autriche-Hongrie, en Moldavie et Roumanie actuelles, ou encore autour des Limans de la Mer Noire, où leurs descendants, appelés Lipovènes, habitent encore aujourd'hui.

### Union soviétique
L'Union des républiques socialistes soviétiques succède à l'Empire russe en 1922. Très vite, elle mène une politique anti-religieuse qui frappe toutes les communautés religieuses et donc les différentes branches des vieux-croyants.

## Divisions parmi les vieux-croyants
Malgré les persécutions, il y avait encore assez de prêtres de la vieille ordination, quelque temps après le schisme. Puisqu'aucun évêque, sauf Paul de Kolomna, qui fut brûlé vif, n'était resté ouvertement fidèle aux vieux livres et rites, il devint évident qu'avant peu il ne resterait aucun prêtre vieux-croyant.
Vers 1710, les vieux-croyants se divisent en deux branches :
- les vieux-croyants presbytériens (« avec prêtres ») ne renoncent pas au sacerdoce. Ils acceptent le ralliement de prêtres ordonnés dans l'Église « nikonienne » et cherchent à rétablir une Église avec une triple hiérarchie ;
- les vieux-croyants non-presbytériens (« sans prêtres ») renoncent définitivement au sacerdoce, considérant qu'il n'y a plus dans le monde une hiérarchie orthodoxe légitime.

### Vieux-croyants presbytériens

#### Hiérarchie de Bila Krynytsya

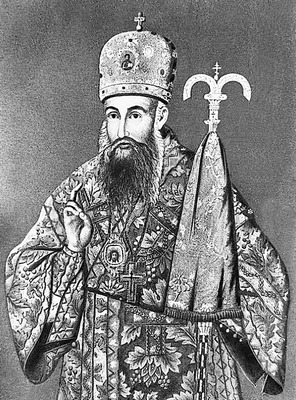
Ambroise de Bila Krynytsya

Les vieux-croyants presbytériens représentaient l’opposition modérée et conservatrice et aspiraient à la continuation aussi complète que possible de la tradition ecclésiastique antérieure aux réformes. Ils acceptaient les prêtres de l'Église d'État qui abjuraient les réformes de Nikon et se joignaient aux vieux-croyants. Leur bastion fut, et est toujours, le cimetière de Rogoge.
En 1846, au cours de nouvelles persécutions sous le gouvernement de l'empereur Nicolas Ier, les vieux-croyants presbytériens trouvèrent un évêque grec, Ambrosios de Biserica Albă, ancien métropolite de Sarajevo déposé par le patriarche de Constantinople, qui se rallia à la vieille foi. Ainsi, on réussit à restaurer la hiérarchie avec des diacres, des prêtres et des évêques.
Ce courant s'appela la « hiérarchie de Belaïa Krinitsa » (nom russe du monastère de Fântâna Albă en Bucovine alors austro-hongroise, devenue Bila Krynytsya en Ukraine occidentale). Cette confession consiste en deux Églises autocéphales sœurs, dirigée chacune par un métropolitain :
- l'Église orthodoxe vieille-ritualiste lipovène à Brăila en Roumanie ; le nom des « Lipovènes » vient du roumain Filipoveni, nom des adeptes de Filip Poustosviat (1672-1742) ;
- l'Église orthodoxe vieille-ritualiste russe à Moscou.

En 2000, cette Église comptait environ 900 000 membres et était la plus grande confession vieille-croyante.

#### Hiérarchie de Novozybkov
Quelques vieux-croyants presbytériens n'acceptèrent pas la hiérarchie de Belaïa Krinitsa (au dire des vieux-croyants, non sans intrigues du côté de l'Église russe d'État qui se dressa violemment contre la naissance d'une hiérarchie vieille-croyante indépendante). Dans les années 1920, ils eurent le secours de deux évêques originaires de l'Église russe d'État puis passés aux vieux-croyants sans avoir accepté la hiérarchie de Belaïa Krinitsa. Ces vieux-croyants ont été appelés pour cette raison beglopopovtsi (russe : ayant des prêtres évadés). Depuis les années 1920, ce courant presbytérien a donc sa propre hiérarchie, celle de :
- l'Église vieille-orthodoxe russe, avec son siège principal à Moscou à la cathédrale de l'Intercession

En ce qui concerne la théologie et la structure ecclésiastique, les vieux-croyants presbytériens ne dévient pas des autres Églises orthodoxes : on garde les mêmes sept conciles œcuméniques, on a les mêmes sept sacrements et la succession apostolique.

### Vieux-croyants non-presbytériens

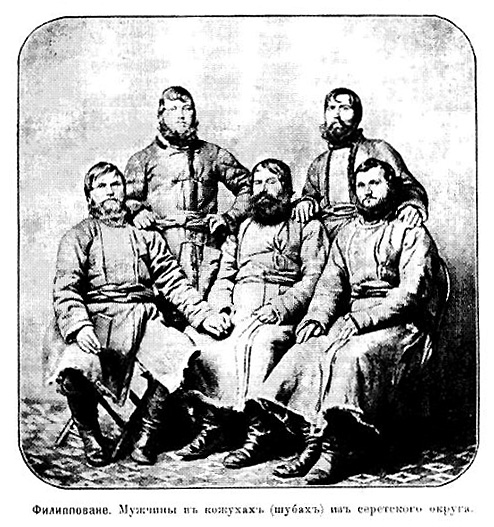
Groupe de Filipoviens (ou Lipovènes, 1895) : initialement, des fidèles de adeptes de Filip Pustosviat (1672-1742).

L'opposition radicale se composait des groupements non presbytériens, c'est-à-dire n'ordonnant pas de prêtres. Ces éléments plus extrémistes, parmi lesquels les sentiments eschatologiques et anticléricaux étaient répandus antérieurement aux réformes, croyaient que la vraie Église orthodoxe n’existait plus sur terre à cause de l’Antéchrist, à savoir le patriarche Nikon (plus tard aussi : Pierre le Grand). Ils affirmaient qu'avec l’Église tous les sacrements avaient cessé d'exister, eux aussi. C'étaient notamment les adeptes de ces courants radicaux, convaincus que la fin des temps était arrivée, qui se livraient au feu. Ils affirmaient que quiconque n'adhérait pas à leur doctrine, ne priait pas Dieu, mais l'Antéchrist ; donc les vieux-croyants non presbytériens s'en tiennent à des doctrines radicales étrangères à l’Église orthodoxe.
Les non presbytériens se sont dissous, formant des courants et des sectes innombrables, dont la plupart ont disparu depuis longtemps. Les courants non presbytériens les plus importants sont encore les « Pomores », les « Théodosiens » et la communauté des « Chapelles ». Ils s’assemblent dans des maisons d'oraison pour des prières dirigées par des « anciens », pouvant être des femmes. Des sacrements, il ne reste que le baptême et la confession, cette dernière pouvant se faire à une icône.
Leur bastion était et demeure encore à Moscou le cimetière de la Transfiguration, fondé par les théodosiens, bien que leur chapelle fût confisquée au profit des Iedinovertsy.
Sachant que, pour eux, le mariage avait disparu avec les autres sacrements, les solutions à ce problème parmi la bezpopovtchine (communauté des vieux-croyants sans prêtres) allèrent de la simple transformation du mariage en un contrat civil entre les époux à l'exigence du célibat absolu, en passant par l'amour libre. Ces thèses (modernes au XXIe siècle) firent grand scandale à l'époque et furent utilisées par leurs adversaires pour les discréditer.
Les vieux-croyants sans prêtres sont aussi représentés par l'Église vieille-orthodoxe pomore organisée en « conseils » (ou sobors). Ils sont présents en Russie, dans les pays baltes, en Ukraine, en Pologne, etc. Leur école de théologie la plus importante est la maison de prière Grebenchtchikov à Riga.

## Orthodoxes vieux-ritualistes ou coreligionnaires
À partir de 1801, quelques communautés vieilles-ritualistes se sont placées sous la juridiction de l'Église orthodoxe russe, tout en gardant les rites anciens. Ces communautés sont appelées « orthodoxes vieux-ritualistes » ou « coreligionnaires » et normalement ne sont pas considérées comme des communautés de vieux-croyants proprement dits.
Aux États-Unis, plusieurs paroisses orthodoxes vieilles-ritualistes russes sont rattachées à l'Église orthodoxe russe hors frontières. Un évêque leur est consacré. Il porte le titre d'« évêque d'Érié en Pennsylvanie, défenseur de l'ancien rite ».

## Catholiques vieux-ritualistes
Au début du XXe siècle, un mouvement intellectuel et spirituel russe (dont l'une des figures les plus importantes fut le philosophe Vladimir Soloviev) appelait à une union de l'Église orthodoxe russe avec l'Église catholique. De là, naquit l'Église grecque-catholique russe.

## Situation actuelle en Russie

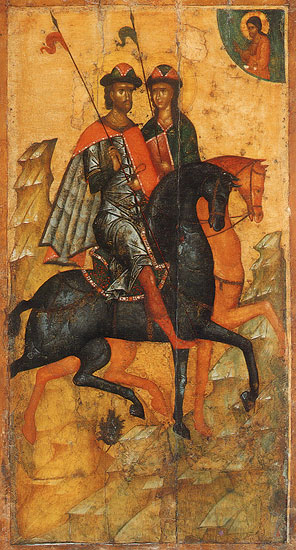
Boris et Gleb, les premiers saints russes. Icône du XIVe siècle de l'école de Moscou. Les vieux-croyants ne reconnaissent que les saints canonisés antérieurement au schisme de 1666-1667. Ils ont aussi leurs propres saints à partir de 1667.

Le schisme dans l'Église russe existe jusqu'à présent. Les vieux-croyants n'ont pas moins souffert des bolcheviks et de leur politique anti-religieuse et anti-ecclésiastique militante que les autres Églises et communautés religieuses de l'Union des républiques socialistes soviétiques. Dans les années 1920 et 1930, des confiscations, arrestations, fausses accusations, exécutions et la détention dans des camps de concentration devinrent un phénomène général. En Russie, après la Révolution et en particulier après l'introduction de l’économie planifiée et la collectivisation de l'agriculture, peu de choses ont survécu des vieux-croyants et de leur héritage qui, de plus, était réprimé par le régime soviétique. Non seulement des milliers d'églises et de maisons de prières furent détruites ou ravagées, mais des éléments sociaux traditionnellement vieux-croyants par excellence furent complètement détruits pendant les 70 ans du régime soviétique. Avant la Révolution, il y avait environ 15 millions de vieux-croyants en Russie, et, en 2000, leur nombre est d'environ un million.
En 1971, l'Église russe orthodoxe du patriarcat de Moscou révoque l'anathème sur les vieux rites et livres et déclare qu'ils sont tout aussi salutaires. Cela n'a pas conduit au rapprochement substantiel des orthodoxes « nouveau-ritualistes » et des vieux-croyants, parce que pour les vieux-croyants la position d'équivalence des anciens et des nouveaux rites et textes est inacceptable.
Dans l'Église russe orthodoxe, l'attitude envers les vieux-croyants reste ambivalente : il y a ceux qui apprécient les Vieux-croyants et ceux qui leur reprochent l'insoumission aux décisions de la hiérarchie ecclésiastique à cause d'une telle divergence « mineure » comme les changements des textes et des rites. Depuis le début du XXIe siècle, les deux confessions poursuivent toutefois le dialogue.

### Relations entre Églises vieilles-croyantes
Les différentes Églises participent aux travaux du Groupe de travail pour la coordination de la coopération inter-vieux-croyants (en russe : Рабочей группы по координации межстарообрядческого сотрудничества).
Ce groupe de travail s'est réuni pour la première fois le 15 janvier 2016 au Centre culturel et de pèlerinage Avvakoum au cimetière Preobrajensky de Moscou (cimetière de la Transfiguration) avec des représentants de l'Église orthodoxe vieille-ritualiste russe, de l'Église vieille-orthodoxe russe, de l'Église vieille-orthodoxe pomore et de l'Église vieille-orthodoxe vieille-pomore. La Confession des Chapelles, par contre, n'a pas de représentant dans ce groupe.
Le 3 mars 2016, à la Maison des nationalités de Moscou, une table ronde s'est tenue sur le thème « Problèmes réels des Vieux-croyants », à laquelle ont participé des représentants des principaux courants des Vieux-croyants de Russie, notamment les primats des différentes Églises : Corneille (Titov) de l'Église orthodoxe vieille-ritualiste russe, Alexandre de l'Église vieille-orthodoxe russe et Oleg Ivanovich Rozanov de l'Église vieille-orthodoxe pomore. Cette rencontre est une première historique.
Un Forum international des Vieux-croyants a eu lieu à Moscou les 18 et 19 mai 2021 à l'occasion du 400e anniversaire de la naissance de l'archiprêtre Avvakoum. Il a été organisé conjointement par l'Église orthodoxe vieille-ritualiste russe, l'Église vieille-orthodoxe pomore et l'Église vieille-orthodoxe vieille-pomore (par contre, sans l'Église vieille-orthodoxe russe, qui a décidé de se retirer du groupe de travail). Parmi les 39 intervenants, on retrouve bien sûr des représentants des Églises organisatrices mais aussi des représentants de la Confession des Chapelles.

### Relations avec l'Église orthodoxe russe

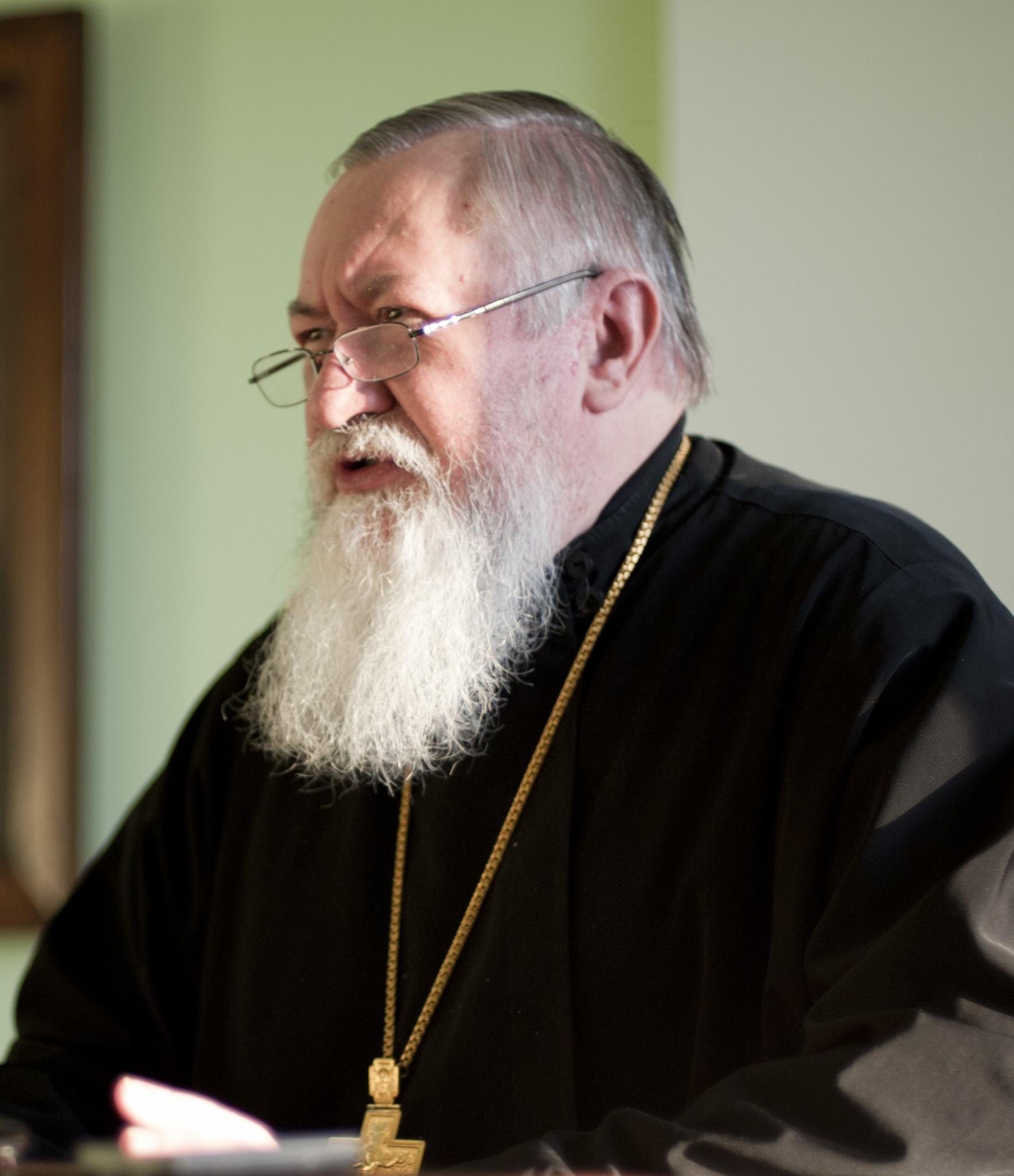
Ivan Mirolioubov, ancien responsable de l'Église vieille-orthodoxe pomore de Lettonie, passé à l'Église orthodoxe russe, secrétaire de la Commission pour les paroisses des vieux-croyants et les relations avec les vieux-croyants

En 1999, l'Église orthodoxe russe a créé une Commission pour les paroisses des vieux-croyants et les relations avec les vieux-croyants (Комиссия по делам старообрядных приходов и по взаимодействию со старообрядчеством). Depuis 2005, le secrétaire de la Commission est Ivan Ivanovitch Mirolioubov, ancien Président du Conseil suprême de l'Église vieille-orthodoxe pomore de Lettonie et ancien recteur de l'école théologique de Riga, ordonné prêtre de l'Église orthodoxe russe à Moscou en 2007.
En 2009, l'Église orthodoxe russe a créé le Centre patriarcal de l'ancienne tradition liturgique russe (Патриарший центр древнерусской богослужебной традиции) dirigé par le même Ivan Ivanovitch Mirolioubov.
Pour son parcours personnel, il est très critiqué par une grande partie des vieux-croyants.

### Relations avec l'État et les autorités
Le Conseil pour les relations avec les organisations religieuses (Совет по взаимодействию с религиозными объединениями) est un organe consultatif qui a été créé par un arrêté du président de la fédération de Russie le 24 avril 1995. C'est la plus haute instance de rencontre et l'échange entre les autorités politiques et les représentants des principales organisations religieuses de Russie.
Le primat de l'Église orthodoxe vieille-ritualiste russe en est membre depuis sa création. Il a longtemps été le seul représentant des vieux-croyants. Depuis le 16 août 2021, il y a également un représentant de l'Église vieille-orthodoxe pomore.

### Réinstallation de vieux-croyants de l'extérieur en Russie
Plusieurs vieux-croyants de l'étranger, notamment d'Amérique latine, sont rentrés en Russie pour y fonder de nouvelles communautés. Ces réinstallations sont très souvent faites avec le soutien des autorités.

## Situation actuelle en dehors de Russie

### Roumanie
- Lipovènes et Église orthodoxe vieille-ritualiste lipovène

### Pays baltes
- Église vieille-orthodoxe pomore de Lettonie, de Lituanie et d'Estonie

### Ukraine
- Diocèse de Kiev et de toute l'Ukraine (Église orthodoxe vieille-ritualiste russe), Diocèse d'Ukraine (Église vieille-orthodoxe russe) et Église vieille-orthodoxe pomore d'Ukraine

### Amérique latine et Amérique du Nord
Des vieux-croyants de la Confession des Chapelles se sont installés en Amérique latine et en Amérique du Nord.

## Bibliographie

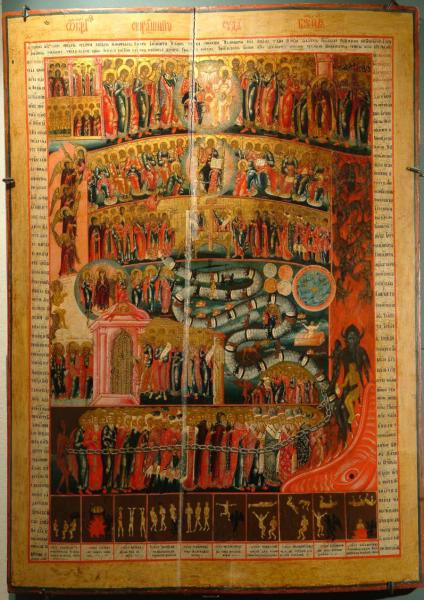
Icône de vieux-croyants représentant le Jugement dernier (XIXe siècle)

### En français
- Pavel Melnikov-Petcherski, Dans les forêts, Gallimard, 1957.
- Pierre Pascal, Avvakum et les débuts du Raskol, EPHE, Mouton & Co, 1963.
- Léon Poliakov, L'Épopée des vieux croyants, Éditions Perrin, 1991,  (ISBN 226200598-2)
- Maurice Zinovieff, La Folle et Héroïque aventure des vieux croyants de Russie, Publisud, Paris, 2001,  (ISBN 286600454X)
- Benoît Coutancier, Vieux-croyants de Russie, Photographies d'Ivan Boiko, Musée départemental d'ethnograhie Museon Arlaten et Somogy Éditions d'Art, Paris, Arles, 2006.  (ISBN 275720002X)
- Vassili Peskov, Ermites dans la taïga.
- Anatole Leroy-Beaulieu, La Russie et les Russes, t. 5, 1873 (lire sur Wikisource)
- Theodor von Fircks, Études sur l'avenir de la Russie, La tolérance et le schisme religieux en Russie, B. Behr (E. Bock), 1863 (lire en ligne)
- Anonyme, Le raskol : essai historique et critique sur les sectes religieuses en Russie, 1859 (lire en ligne)
- H. Delaveau, « Les Schismatiques de l’église russe », Revue des deux Mondes, 2e série, vol. 15,‎ 1858, p. 609-641 (lire en ligne)
- Nathalie Ouvaroff, « Russie : les vieux croyants - une minorité d'influence », sur religion.info, 28 juillet 2006 (consulté le 13 août 2021)

### En anglais
- Cherniavsky, M., The Reception of the Council of Florence in Moscow and Shevchenko I., Ideological Repercussions of the Council of Florence, Church History XXIV (1955), 147-157 and 291-323 (articles)
- Crummey, Robert O., The Old Believers & The World Of Antichrist; The Vyg Community & The Russian State, Wisconsin U.P., 1970
- Gill, T. The Council of Florence, Cambridge, 1959
- Scheffel, David. In the Shadow of Antichrist: The Old Believers of Alberta. Broadview Press, 1991
- Zenkovsky, Serge A. The ideology of the Denisov brothers, Harvard Slavic Studies, 1957. III, 49-66
- Zenkovsky, S.: The Old Believer Avvakum', Indiana Slavic Studies, 1956, I, 1-51
- Zenkovsky, Serge A.: Pan-Turkism and Islam in Russia, Harvard U.P., 1960 and 1967
- Zenkovsky, S.: The Russian Schism, Russian Review, 1957, XVI, 37-58

### En russe
- Вургафт С.Г., Ушаков И.А. Старообрядчество. Лица, события, предметы и символы. Опыт энциклопедического словаря, Москва, 1996 / Vurgaft S.G., Ušakov I.A. Staroobrjadčestvo. Lica, sobytija, predmety i simvoly. Opyt ėnciklopedičeskogo slovarja, Moscou, 1996
- Голубинский Е.Е. История русской церкви, Москва, 1900 / Golubinskij E.E. Histoire de l'Église russe, Moscou, 1900
- Голубинский Е.Е. К нашей полемике со старообрядцами, ЧОИДР, 1905 / Contribution à nos polémiques avec les vieux-croyants, ČOIDR, 1905
- Дмитриевский А.А. Исправление книг при патриархе Никоне и последующих патриархах. Москва, «Языки славянской культуры», 2004 / Dmitrievskij A.A. La Correction des livres sous le patriarche Nikon et les patriarches suivants. Moscou, "Jazyki slavjanskoj kul'tury", 2004
- Зеньковский С.А. Русское старообрядчество, Том I и II, Москва, 2006 (en russe et présentation en anglais) / Zenkovsky S.A. Les vieux-croyants russes Volumes I et II, Moscou, 2006
- Каптерев Н.Ф. Патриарх Никон и его противники в деле исправления церковныx обрядов, Москва, 1913 / Kapterev N.F. Le Patriarche Nikon et ses opposants à propos de la correction des rites, Moscou, 1913
- Каптерев Н.Ф. Характер отношений России к православному востоку в XVI и XVII вв., Москва, 1914 / Kapterev N.F. Caractéristique des relations entre la Russie et l'Orient orthodoxe au XVIe siècle et au XVIIe siècle., Moscou, 1914
- Карташов А.В. Очерки по истории русской церкви, Париж, 1959 / Kartašov A.V. Précis d'histoire de l'Église russe, Paris, 1959
- Ключевский И.П. Сочинения, I – VIII, Москва, 1956-1959 / Ključevskij I.P. Œuvres, I – VIII, Moscou, 1956-1959
- Кутузов Б.П. Церковная «реформа» XVII века, Москва, 2003 / Koutouzov B.P. La Réforme de l'Église au XVIIe siècle, Moscou, 2003
- Молитвенник. Издание старообрядческой архиепископии, Москва, 1985 / Livre de prières, éditions de l'archevêché vieux-ritualiste, Moscou, 1985.
- Старообрядческий церковный календарь. Издание старообрядческой митрополии, Москва, 1992 / Calendrier vieux-ritualiste, éditions de l'archevêché vieux-ritualiste, Moscou, 1992.

#### Russie
- Paul de Kolomna (en) (1600c-1658)
- Avvakoum Petrov (1620-1682)
- Nikita Dobrynine (1630c-1683c)
- Impôt sur la barbe (1704)
- Cimetière Gromovskoïe
- Cimetière Rogojskoïe
- La Khovanchtchina (1880)
- Rite russe ancien
- Lestovka, chapelet spécifique des vieux-croyants
- Lipovènes
- Église orthodoxe vieille-ritualiste lipovène
- Église orthodoxe vieille-ritualiste russe
- Orthodoxes vieux-ritualistes russes (Coreligionnaires)
- Église vieille-orthodoxe russe
- Église vieille-orthodoxe pomore
- Semeiskie
- Doukhobors
- Moloques
- Khlysts
- Soubbotniks
- Scoptes
- Chtoundistes
- Kossovorotka
- Popovtsy (en)
- Bespopovtsy (en)
- Dyrniki (en)
- Famille Lykov

#### Europe occidentale
- Flagellant (d'Europe occidentale)
- Évangélisme, Anarchisme chrétien, Communauté de biens de l'Église primitive, Communisme chrétien
- Réveil chrétien, Réveil protestant francophone
- Pacifisme chrétien, Églises traditionnellement pacifistes, Églises pacifistes
- Piétisme, Puritanisme, Congrégationnisme
- Paulicianisme, Bogomilisme, Église évangélique vaudoise, Catharisme
- hussitisme, taborisme, Utraquisme
- Brethren, Frères moraves, Frères tchèques, Frères polonais
- Anabaptisme, Huttérisme, Réforme radicale
- Mennonisme, Mennonites d'Alsace, Amish
- Quakers
- Église vieille-catholique